# Nicklas Vikström
Nicklas Wikström (Vikström) född 4 december 1974, är tränare för Lenhovda IF i Hockeytrean och före detta ishockeyspelare. Vikström började sin karriär i Clemensnäs IF säsongen 1985/1986. Han följde med laget när de åkte ner i Division II sex säsonger senare. Säsongen 1998/99 värvades Vikström till Nybro IF och spelade med dem i två säsonger när de gick från Division II till Division I. Efter den framgången varvade Vikström ner i Division III, först med Åseda IF och fjorton år senare med Nybro Flames. Med de senare blev han också assisterande tränare under 2016/17. Året därpå värvades han av Nybro Vikings IF för en assisterande tränarroll där istället. När huvudtränaren Sami Lehtinen fick gå gick Vikström in och ersatte som huvudtränare under resten av säsongen. Därefter var Vikström kvar som assisterande tränare till våren 2022.

## Spelarkarriär
| 1991/92 | Clemensnäs/Rönnskärs IF | Division II | 7  | 0  | 2  | 2  | 2  | -  |  |  |  |  |  |  |  |
| 1992/93 | Clemensnäs/Rönnskärs IF | Division II | 25 | 20 | 10 | 30 | 18 | -  |  |  |  |  |  |  |  |
| 1993/94 | Clemensnäs IF           | Division I  | 30 | 9  | 7  | 16 | 42 | -  |  |  |  |  |  |  |  |
| 1994/95 | Clemensnäs IF           | Division I  | 26 | 5  | 2  | 7  | 48 | -  |  |  |  |  |  |  |  |
| 1995/96 | Clemensnäs IF           | Division I  | 25 | 7  | 1  | 8  | 20 | -  |  |  |  |  |  |  |  |
| 1996/97 | Clemensnäs IF           | Division II | 10 | 3  | 2  | 5  | -  | -  |  |  |  |  |  |  |  |
| 1997/98 | Clemensnäs HC           | Division II | 20 | 17 | 4  | 21 | -  | -  |  |  |  |  |  |  |  |
| 1998/99 | Nybro IF                | Division II | 17 | 15 | 3  | 18 | -  | -  |  |  |  |  |  |  |  |
| 1999/00 | Nybro IF                | Division 1  | 37 | 14 | 5  | 19 | 71 | 17 |  |  |  |  |  |  |  |
| 2000/01 | Åseda IF                | Division 3  | -  | -  | -  | -  | -  | -  |  |  |  |  |  |  |  |
| 2001/02 | Åseda IF                | Division 3  | -  | -  | -  | -  | -  | -  |  |  |  |  |  |  |  |
| 2002/03 | Åseda IF                | Division 3  | -  | -  | -  | -  | -  | -  |  |  |  |  |  |  |  |
| 2016/17 | Nybro Flames            | Division 3  | 9  | 2  | 0  | 2  | 10 | -  |  |  |  |  |  |  |  |

## Tränarkarriär
| Säsong  | Klubb                | Liga        | Roll                 | Kommentar                         |
| ------- | -------------------- | ----------- | -------------------- | --------------------------------- |
| 2016/17 | Nybro Flames         | Division 3  | Asst. Coach          |                                   |
| 2018/19 | Nybro Vikings IF     | Hockeyettan | Assisterande tränare |                                   |
| 2018/19 | Nybro Vikings IF     | Hockeyettan | Huvudtränare         | Ersatte Sami Lehtinen i december. |
| 2019/20 | Nybro Vikings IF     | Hockeyettan | Assisterande tränare |                                   |
| 2020/21 | Nybro Vikings IF     | Hockeyettan | Assisterande tränare |                                   |
| 2021/22 | Nybro Vikings IF     | Hockeyettan | Assisterande tränare |                                   |
| 2022/23 | Nybro Vikings IF J18 | J18 Div.2   | Assisterande tränare |                                   |
| 2023/24 | Lenhovda IF          | Hockeytrean | Huvudtränare         |                                   |

Data till tabellerna ovan är hämtade från Elite Prospects. 